# Mont Minami Katsuragi
Le mont Minami Katsuragi (南葛城山, Minami Katsuragi-san) culminant à 922 m d'altitude est la plus haute montagne des monts Izumi, à cheval sur la limite entre Kawachinagano dans la préfecture d'Osaka et Hashimoto dans la préfecture de Wakayama, dont il est le point culminant, au Japon.